# Gliese 793
Gliese 793 (GJ 793) es una estrella en la constelación de Cefeo de magnitud aparente +10,44.
Demasiado tenue para ser observada a simple vista, se localiza 2,5º al norte de θ Cephei, muy cerca del límite con la vecina constelación de Draco.
Se halla a 26,1 años luz del sistema solar.
La estrella conocida más cercana a ella es Gliese 809, a 3,5 años luz, mientras que la brillante χ Draconis se encuentra a 6,1 años luz.
Gliese 793 es una enana roja en el entorno del sistema solar de tipo espectral M3.0V y 3437 ± 16 K de temperatura efectiva.
Su luminosidad en el espectro visible es igual al 0,34% de la del Sol, mientras que su luminosidad bolométrica equivale al 1,8% de la solar, ya que una importante cantidad de la radiación emitida por estas estrellas es luz infrarroja invisible.
Al igual que el Sol, es una estrella del disco fino.
Su velocidad de rotación proyectada es igual o inferior a 3,2 km/s.
No existe un claro consenso en cuanto a su contenido metálico; distintos estudios evalúan su índice de metalicidad [Fe/H] entre +0,01 y -0,20.
Posee una masa aproximada equivalente al 39% la masa solar y sus características físicas son comparables a las de la estrella primaria de Struve 2398.